# Pitkäsaari (ö i Finland, Norra Karelen, Joensuu, lat 62,69, long 29,05)
Pitkäsaari är en ö i Finland. Den ligger i sjön Sysmäjärvi och i kommunen Outokumpu i den ekonomiska regionen  Joensuu ekonomiska region  och landskapet Norra Karelen, i den sydöstra delen av landet, 300 km nordost om huvudstaden Helsingfors. Öns area är 3,9 hektar och dess största längd är 450 meter i sydväst-nordöstlig riktning.